# Quinto Plauzio
Quinto Plauzio (in latino: Quintus Plautius; 2 a.C. circa – dopo il 36) è stato un magistrato e senatore romano, console dell'Impero romano.

## Biografia
Appartenente alla recentemente emersa gens Plautia, proveniente da Trebula Suffenas, Quinto era verosimilmente fratello del console suffetto del 29 Aulo Plauzio, marito di Pomponia Grecina figlia del console suffetto del 12 Gaio Pomponio Grecino, e di Plauzia, moglie del console suffetto del 19 Publio Petronio. I tre erano figli del console suffetto dell'1 a.C., Aulo Plauzio, e di Vitellia, sorella del procurator Augusti Publio Vitellio e zia del console suffetto del 32 Aulo Vitellio, del console ordinario del 34 Lucio Vitellio, del comes di Germanico Publio Vitellio e dell'espulso dal senato Quinto Vitellio - cugini, quindi, di Quinto. Il console dell'1 a.C. era poi cugino di Marco Plauzio Silvano, figlio dell'amica di Livia Urgulania, console ordinario del 2 a.C. e padre del pretore del 24 Marco Plauzio Silvano (probabilmente padre adottivo di Tiberio Plauzio Silvano Eliano, console suffetto del 45), di Aulo Plauzio Urgulanio, di Publio Plauzio Pulcro e soprattutto di Plauzia Urgulanilla, prima moglie del futuro princeps Claudio.
A parte questi notevoli legami, di Quinto non molto è noto. L'unica carica documentata è però al culmine della politica romana: Quinto ricoprì il consolato come ordinario per il primo semestre del 36 insieme all'homo novus Sesto Papinio Allenio, venendo poi sostituiti a luglio da Gaio Vettio Rufo e Marco Porcio Catone. Il consolato di Allenio e Quinto vide le morti di Vibuleno Agrippa, Tigrane ex re di Armenia, Gaio Sulpicio Galba, Quinto Giunio Bleso e il fratello, Emilia Lepida e Trasillo; il proseguimento del conflitto con Artabano di Partia; l'esondazione del Tevere e l'incendio dell'Aventino e l'istituzione della task force di valutazione danni composta dai progeneri Caesaris (Gneo Domizio Enobarbo, Lucio Cassio Longino, Marco Vinicio, Gaio Rubellio Blando) e dal cognato di Quinto, Publio Petronio.
È ricostruibile, infine, un figlio di Quinto. Infatti, al momento della scoperta dell'adulterio di Messalina con Gaio Silio nel 48, Claudio evitò di condannare a morte Plauzio Laterano, limitandosi ad espellerlo dal senato, in segno di riconoscenza per i meriti di suo zio paterno: dal momento che è noto che Aulo Plauzio fu comes di Claudio e principale protagonista della conquista della Britannia, è quindi ipotizzabile che Laterano fosse figlio proprio di Quinto, fratello di Aulo. In seguito alla sua espulsione dal senato, Laterano fu poi riammesso sotto Nerone nel 55, per poi, da console designato, partecipare alla congiura del 65 contro il princeps, secondo Tacito per motivi di puro patriottismo: arrestato, Laterano fu poi decapitato senza denunciare nessun altro.